# Scisma ortodosso del 2018

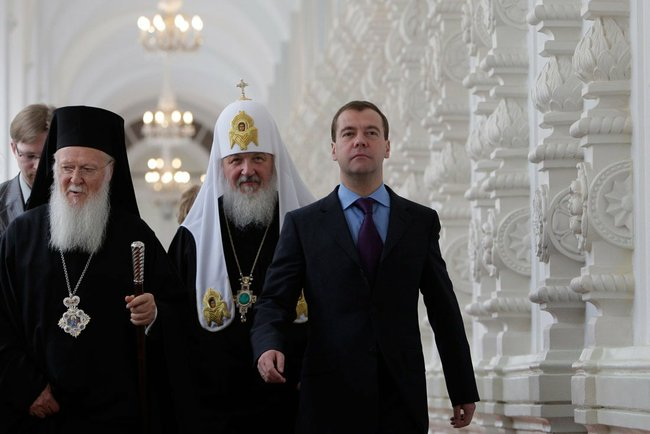
Il patriarca di Costantinopoli Bartolomeo I e il patriarca di Mosca Cirillo I, in Russia con il presidente Dmitrij Medvedev nel 2010, otto anni prima della crisi

Il 15 ottobre 2018 è iniziato uno scisma tra la Chiesa ortodossa russa (COR, nota anche come Patriarcato di Mosca) e il Patriarcato ecumenico di Costantinopoli, quando la prima ha interrotto unilateralmente la piena comunione con il secondo.
L'iniziativa è stata adottata in risposta a una decisione del Santo Sinodo del Patriarcato ecumenico di Costantinopoli dell'11 ottobre 2018, che confermava la propria intenzione di concedere l'autocefalia (indipendenza) alla Chiesa ortodossa in Ucraina. La decisione stabiliva anche che il Santo Sinodo avrebbe immediatamente ristabilito uno stauropegion a Kiev, cioè un organismo ecclesiastico subordinato direttamente al Patriarca ecumenico; revocato la "Lettera di rilascio" (autorizzazione) del 1686 che aveva concesso al patriarca di Mosca di ordinare il metropolita di Kiev; e revocato le scomuniche che avevano colpito il clero e i fedeli di due chiese ortodosse ucraine non riconosciute. Queste due chiese non riconosciute, la Chiesa ortodossa autocefala ucraina (COAU) e la Chiesa ortodossa ucraina del Patriarcato di Kiev (COU-PK), erano in competizione con la Chiesa ortodossa ucraina (Patriarcato di Mosca) (COU-PM) ed erano considerate "scismatiche" (gruppi illegalmente segregati) dal Patriarcato di Mosca, così come dalle altre Chiese ortodosse.
In una sua deliberazione del 15 ottobre 2018, il Santo Sinodo della Chiesa ortodossa russa ha vietato a tutti i membri del Patriarcato di Mosca (sia clero che laici) di prendere parte alla comunione, al battesimo e al matrimonio in qualsiasi chiesa controllata dal Patriarcato ecumenico. In precedenza, in risposta alla nomina di due esarchi del Patriarcato ecumenico in Ucraina, il Santo Sinodo del Patriarcato di Mosca aveva deciso, il 14 settembre 2018, di interrompere la partecipazione a eventuali assemblee episcopali, discussioni teologiche, commissioni multilaterali e qualsiasi altra struttura presieduta o co-presieduta da rappresentanti del Patriarcato ecumenico.
Lo scisma fa parte di un conflitto politico più ampio che coinvolge l'annessione della Crimea da parte della Russia nel 2014 e il suo intervento militare in Ucraina, nonché il desiderio dell'Ucraina di aderire all'Unione europea e alla NATO. Questo scisma ricorda lo scisma tra Mosca e Costantinopoli del 1996 sulla giurisdizione canonica sull'Estonia, che fu tuttavia risolto dopo meno di tre mesi.
Il 21 ottobre 2019, l'arcivescovo Geronimo II di Atene, primate della Chiesa di Grecia, ha inviato una lettera pacifica a Epifanio, il primate della Chiesa ortodossa dell'Ucraina (OCU, che è stata costituita dall'unificazione della COU-PK, COAU, e parti dell'COU-PM il 15 dicembre 2018). Questa decisione è stata sostenuta dall'intera gerarchia (vescovi) della Chiesa di Grecia, meno sette metropoliti. Questa decisione implicava che la Chiesa di Grecia riconoscesse l'OCU, e il Ministro della Difesa greco del tempo, Panos Kammenos, fece (inutilmente) pressione sui vescovi greci affinché non venisse presa, ricordando loro la dipendenza greca da sistemi d'arma russi per difendere le isole dell'Egeo dalla Turchia.  La Chiesa ortodossa russa aveva annunciato in precedenza che avrebbe rotto la comunione con qualsiasi gerarchia della Chiesa di Grecia che fosse entrata in comunione con qualsiasi gerarchia dell'OCU. Domenica 3 novembre 2019 il patriarca di Mosca Cirillo non menzionò nella liturgia il primate della Chiesa di Grecia, rimuovendolo dai dittici. Il 26 dicembre la Chiesa ortodossa russa ha rotto la comunione eucaristica con il patriarca greco-ortodosso di Alessandria, Teodoro II, e ha cessato di commemorarlo, perché il mese prima aveva riconosciuto l'OCU. Il 20 novembre 2020, il Santo Sinodo della Chiesa russa ha dichiarato che il patriarca Cirillo non può più commemorare l'arcivescovo Chrysostomos II di Cipro a seguito della commemorazione di Epifanio da parte di Chrysostomos il 24 ottobre 2020.

## Antefatti

### Storia della Chiesa ortodossa in Ucraina

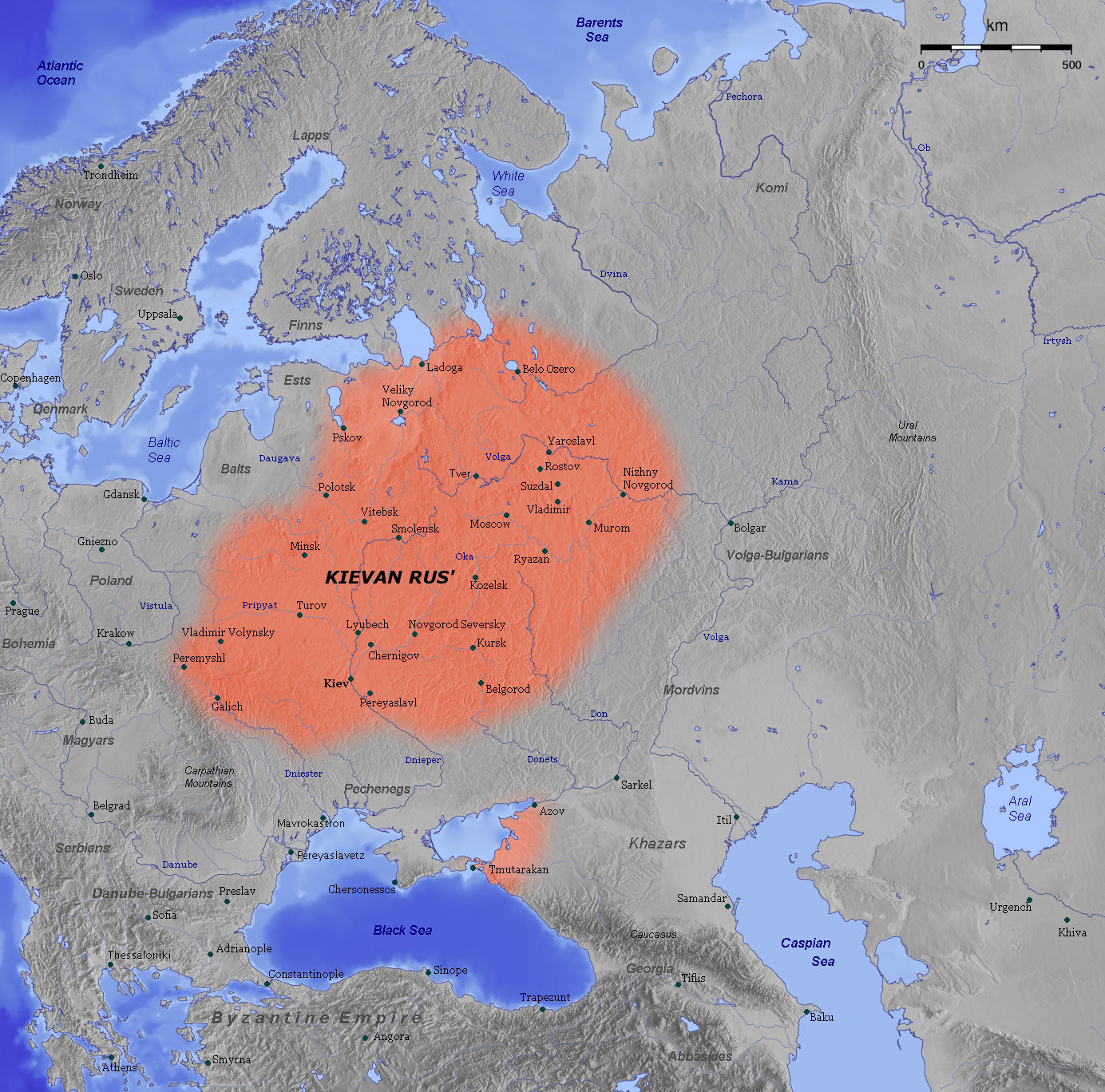
La Rus' di Kiev nell'XI secolo

Dopo il battesimo della Rus' queste terre erano sotto il controllo del metropolita di Kiev. Tra i 24 metropoliti che detenevano il trono prima dell'invasione mongola, solo due erano di origine locale e il resto erano greci. Di solito erano nominati da Costantinopoli e non erano scelti dai vescovi delle loro diocesi, come doveva essere fatto secondo i canoni. Dopo l'invasione mongola, la parte meridionale della Rus' fu pesantemente devastata e la disintegrazione della Rus' di Kyiv accelerò. Il metropolita Cirillo III, che occupò il trono per 30 anni, trascorse quasi tutto il suo tempo nelle terre del Principato di Vladimir-Suzdal' e visitò Kiev solo due volte, sebbene in precedenza fosse arrivato dalla Galizia e fosse stato nominato per la carica di metropolita dal principe Danilo. Dopo la nuova incursione mongola nel 1299, il metropolita Massimo si trasferì finalmente a Vladimir, nel nord, e non lasciò nemmeno un vescovo. Nel 1303 fu creata una nuova cattedra per la Rus' sud-occidentale in Galizia e il nuovo metropolita fu consacrato da Costantinopoli, ma la sua esistenza terminò nel 1355 dopo le guerre di Galizia-Volinia. Nel 1325, il metropolita Pietro si trasferì a Mosca, contribuendo così notevolmente all'ascesa del Granducato di Mosca, che gradualmente conquistò altri principati russi nel nord-est dell'ex Rus' di Kyiev. Un'altra parte della Rus' di Kyiev passò gradualmente sotto il governo del Granducato di Lituania e del Regno di Polonia, che entrarono in rivalità con Mosca. In particolare, i Granduchi di Lituania cercarono di ottenere da Costantinopoli un metropolita separato per gli ortodossi che vivevano nelle loro terre. Sebbene il metropolita di Mosca continuasse a mantenere il titolo di "metropolita di Kiev e di tutta la Rus'", non poteva governare gli ortodossi al di fuori dei confini del Granducato di Mosca. Costantinopoli accettò due volte di creare un metropolita separato per la Lituania, ma queste decisioni non furono permanenti, poiché Costantinopoli era incline a mantenere un governo ecclesiastico unico sulle terre dell'ex Rus' di Kyiev.
Nel 1439 Costantinopoli si riunì alla Chiesa cattolica. A Mosca, questa decisione fu respinta con vigore e il metropolita Isidoro, consacrato da Costantinopoli, fu accusato di eresia, imprigionato e successivamente espulso. Nel 1448, il concilio del clero russo nord-orientale a Mosca, per volere del principe Vasily II di Mosca, elesse Giona metropolita di Kiev e di tutta la Rus' senza il consenso del patriarca di Costantinopoli. Nel 1469 il patriarca Dionisio I dichiarò che Costantinopoli non avrebbe riconosciuto alcun metropolita ordinato senza la propria benedizione. Nel frattempo, la metropoli di Kiev (de facto a Novogrudok) rimase sotto la giurisdizione del Patriarca ecumenico di Costantinopoli. L'indipendenza de facto di Mosca da Costantinopoli rimase non riconosciuta fino al 1589, quando il Patriarca Geremia II di Costantinopoli approvò la creazione di un nuovo, quinto Patriarcato ortodosso a Mosca. Questa decisione fu infine confermata dai quattro patriarchi più antichi nel 1593.
Il Patriarca di Mosca divenne il leader di "tutta la Russia e i paesi del Nord", e Černihiv (ora in Ucraina) era una delle sue diocesi. Tuttavia, non aveva alcun potere tra i vescovi ortodossi della Confederazione polacco-lituana, che rimasero sotto il dominio di Costantinopoli. Allo stesso tempo, i gerarchi ortodossi di quelle terre erano inclini all'unione con Roma, nonostante la resistenza delle loro parrocchie, che formavano le confraternite (o fraternità) ortodosse per mantenere la loro identità. Sulla strada da Mosca, Geremia II visitò le terre dell'attuale Ucraina e compì un atto senza precedenti, concedendo la stauropegia (subordinazione diretta al Patriarca) a molte confraternite ortodosse. Ciò provocò la rabbia dei vescovi locali e presto fu proclamata l'Unione di Brest, sostenuta dalla maggioranza dei vescovi ortodossi della Confederazione, compreso il metropolita Michal Rahoza. Ufficialmente, la metropoli ortodossa (ma non quella cattolica orientale) di Kiev nella Confederazione polacco-lituana fu eliminata e ristabilita solo nel 1620, in successiva coesistenza con la metropolia uniate. Ciò portò ad aspri conflitti e numerose rivolte culminate nella rivolta di Khmelnytsky.
Nel 1654 la Russia entrò in guerra con la Confederazione polacco-lituana occupò rapidamente, per un po', le terre dell'attuale Bielorussia e ottenne un certo potere sull'etmanato in base all'accordo di Pereyaslav (1654). Il titolo ufficiale del Patriarca Nikon di Mosca era "Patriarca di Mosca e di tutta la Grande, Piccola e Bianca Russia". Tuttavia, il metropolita di Kiev Silvestro Kosiv era riuscito a difendere la propria indipendenza dal Patriarcato di Mosca. Il governo di Mosca, che aveva bisogno del sostegno del clero ortodosso, rimandò la risoluzione di questo problema.
Nel 1686 il patriarca ecumenico Dionisio IV approvò il nuovo metropolita di Kiev, Gedeon Chetvertinsky, che sarebbe stato ordinato sacerdote dal Patriarcato di Mosca e avrebbe così trasferito, seppur con determinate qualificazioni, una parte della provincia ecclesiastica di Kiev alla giurisdizione del Patriarcato di Mosca.
Nel 1924 con un Tomos (decreto) del Patriarcato ecumenico, che concedeva l'indipendenza alla Chiesa ortodossa polacca, il precedente trasferimento della Chiesa di Kyiev alla giurisdizione di Mosca (nel 1685-1686) fu dichiarato non canonico. Inoltre, il decreto sottolineava che le condizioni dell'atto sinodale del 1686 - che specificava che la Chiesa ortodossa russa doveva solo consacrare il metropolita di Kiev - non erano mai state rispettate dal Patriarcato di Mosca.

### Dopo la Guerra Fredda, rivendicazioni del Patriarcato ecumenico eRusskiy mir
La rivalità storica tra il Patriarcato ecumenico e la Chiesa ortodossa russa si è intensificata dopo la Guerra fredda. Infatti, in seguito a quest'ultima, Mosca e Costantinopoli sono emerse entrambe come "due centri di potere ortodosso".

#### Le rivendicazioni del Patriarcato ecumenico
Il Patriarcato di Costantinopoli afferma che il patriarca ecumenico ha il diritto di stabilire una corte d'appello per qualsiasi controversia nel mondo ortodosso; che ha il diritto esclusivo di convocare gli altri patriarchi e primati per una riunione congiunta; che ha giurisdizione sui cristiani ortodossi nella diaspora, cioè al di fuori dei territori delle Chiese ortodosse locali; inoltre, nessuna Chiesa può diventare autocefala senza il consenso del patriarca ecumenico.

#### Russkij mir
Russkiy mir (letteralmente "mondo russo") è un'ideologia promossa da molti nella leadership della Chiesa ortodossa russa. Secondo il sito Orthodx Synaxis si tratterebbe di un'ideologia "inventata come reazione alla perdita del controllo russo su Ucraina e Bielorussia dopo la caduta dell'Unione Sovietica, cerca di affermare un'unità spirituale e culturale dei popoli discendenti dalla Rus' di Kiev, presumibilmente sotto la guida russa". Anche il patriarca Cirillo di Mosca condivide questa ideologia; per la Chiesa ortodossa russa, il russkiy mir è anche "un concetto spirituale, un promemoria secondo cui attraverso il battesimo della Rus' Dio ha consacrato queste persone al compito di costruire una Santa Rus'".
Il 31 gennaio 2019, il patriarca moscovita Cirillo I in merito ai rapporti religiosi tra la Chiesa ortodossa russa e l'Ucraina diacharò: "L'Ucraina non è alla periferia della nostra chiesa. Chiamiamo Kiev "la madre di tutte le città russe". Per noi Kiev è ciò che Gerusalemme è per molti. L'ortodossia russa è iniziata lì, quindi in nessun caso possiamo abbandonare questa relazione storica e spirituale. Su questi legami spirituali si basa tutta l'unità della nostra Chiesa locale».

### Scisma del 1996 sull'Estonia
Lo scisma tra Mosca e Costantinopoli del 1996 iniziò il 23 febbraio di quell'anno, quando la Chiesa ortodossa russa interruppe la piena comunione con il Patriarcato ecumenico di Costantinopoli, e terminò il 16 maggio 1996 quando la Chiesa ortodossa russa e il Patriarcato ecumenico raggiunsero un accordo che stabiliva giurisdizioni parallele. La scomunica era sorta in risposta alla decisione del Patriarcato ecumenico del 20 febbraio 1996 di ristabilire una chiesa ortodossa autonoma in Estonia sotto la giurisdizione del Patriarcato ecumenico.
Lo scisma del 1996 ha somiglianze con lo scisma dell'ottobre 2018: entrambi gli scismi sono stati causati da una controversia tra la Chiesa ortodossa russa e il Patriarcato ecumenico in merito alla giurisdizione canonica su un territorio dell'Europa orientale sul quale la Chiesa ortodossa russa affermava di avere l'esclusiva canonica giurisdizione, territorio che faceva parte dell'ex Unione Sovietica, che al suo crollo era diventato uno stato indipendente (Ucraina nel 2018, Estonia nel 1996). La rottura della comunione nel 1996 fu decisa da Mosca unilateralmente, come nel 2018.

## Settembre 2018: le "misure di ritorsione" del sinodo russo-ortodosso e le conseguenze
Il 14 settembre 2018, in risposta alla nomina di due esarchi (rappresentanti del Patriarca ecumenico) in Ucraina, e in risposta ai piani del Patriarcato ecumenico di concedere lo status di autocefalia alla Chiesa ortodossa in Ucraina, il Santo Sinodo del Patriarcato di Mosca ha tenuto una sessione straordinaria per adottare "misure di ritorsione" e ha decretato:
1) di sospendere la commemorazione liturgica del patriarca Bartolomeo di Costantinopoli;
2) di sospendere la concelebrazione con i chierici del Patriarcato di Costantinopoli;
3) di sospendere la partecipazione della Chiesa ortodossa russa in tutte le assemblee episcopali, le commissioni teologiche e multilaterali, e tutte le altre strutture in cui fossero presenti rappresentanti del Patriarcato di Costantinopoli;
4) di adottare una dichiarazione del Santo Sinodo sulle azioni non canoniche del Patriarcato di Costantinopoli in Ucraina.
Lo stesso giorno è stato rilasciato un comunicato in cui si esplicavano la situazione e le sanzioni adottate per protestare contro il comportamento del Patriarca ecumenico. Lo stesso giorno, il metropolita Hilarion in un'intervista chiarì che ciò non rappresentava una rottura della comunione eucaristica e che non riguardava i laici, aggiungendo che fosse un monito che avrebbe portato all'interruzione della comunione se Costantinopoli avesse perseverato.
Il 23 settembre 2018 il Patriarca Bartolomeo, durante una Divina liturgia che stava celebrando nella chiesa ortodossa di San Fokas, ha dichiarato di "aver inviato un messaggio che l'Ucraina avrebbe ricevuto l'autocefalia al più presto, poiché ne ha diritto."
Il 30 settembre 2018, in un'intervista a Izvestia Daily pubblicata sul sito ufficiale del Dipartimento per le relazioni ecclesiastiche esterne del Patriarcato di Mosca, il metropolita Hilarion ha commentato: "La Chiesa russa non ha bisogno di temere l'isolamento. Se Costantinopoli continua le sue azioni anticanoniche, si collocherà al di fuori dello spazio canonico, al di fuori della comprensione dell'ordine ecclesiastico che contraddistingue la Chiesa ortodossa».
Il 2 ottobre 2018, il patriarca Cirillo ha inviato una lettera a tutte le chiese ortodosse autocefale chiedendo loro di indire una "discussione pan-ortodossa" sulla questione dell'autocefalia dell'Ucraina.
Il 5 ottobre 2018 il metropolita Pavel, capo della Chiesa ortodossa bielorussa (esarcato della Chiesa ortodossa russa), ha annunciato che il 15 ottobre si sarebbe tenuta a Minsk una riunione del Santo Sinodo della Chiesa ortodossa russa. Ha detto che "la situazione con la Chiesa ortodossa in Ucraina sarà all'ordine del giorno dell'incontro". Questo incontro era stato annunciato in precedenza il 7 gennaio 2018 e all'epoca "molto probabilmente si sarebbe svolto a metà ottobre".
Il 9 ottobre 2018, il metropolita Hilarion, presidente del Dipartimento per le relazioni ecclesiastiche esterne della Chiesa ortodossa russa ha avvertito che "se il progetto per l'autocefalia ucraina verrà portato a termine, significherà uno scisma tragico e forse irrecuperabile dell'intera Ortodossia".

## Autocefalia della Chiesa ortodossa in Ucraina

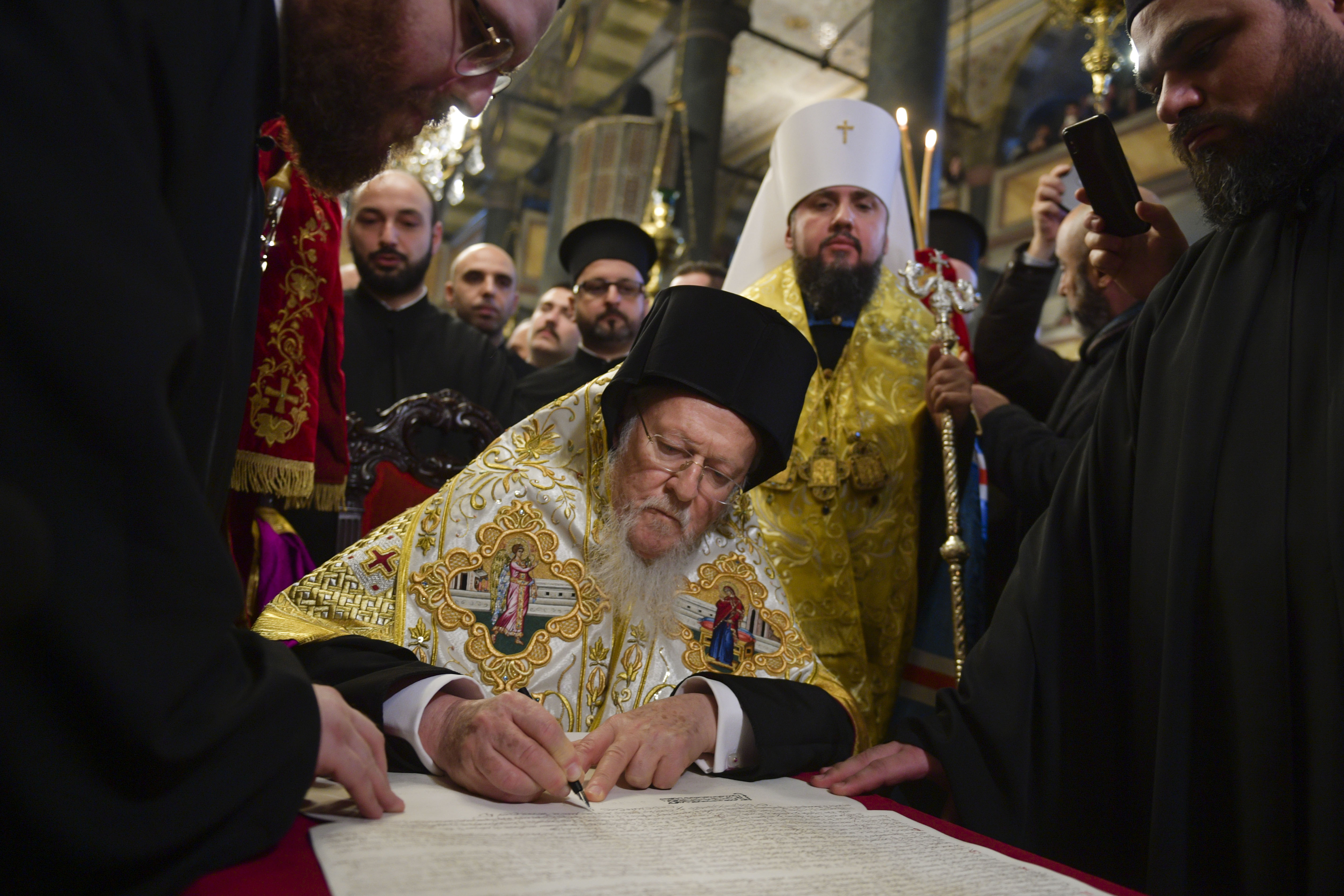
Il patriarca Bartolomeo firma il tomos dell'autocefalia della Chiesa ortodossa dell'Ucraina. Dietro di lui c'è Epifanio I d'Ucraina (che indossa un klobuk bianco).

L'11 ottobre 2018 il sinodo del Patriarcato ecumenico ha annunciato che in futuro avrebbe concesso l'autocefalia alla "Chiesa dell'Ucraina". Nella stessa decisione il Santo Sinodo ha annunciato che avrebbe immediatamente: ristabilito uno stauropegion (organo ecclesiastico retto direttamente dal Patriarca ecumenico) a Kiev, revocato la valenza giuridica della lettera del 1686, e revocato le scomuniche che colpivano il clero e i fedeli di due Chiese ortodosse ucraine (Chiesa ortodossa ucraina del Patriarcato di Kiev e Chiesa ortodossa autocefala ucraina). Queste due chiese, COU-PK e COAU, erano in competizione con la Chiesa ortodossa ucraina (Patriarcato di Mosca) (COU-PM) ed erano considerate "scismatiche" (gruppi illegalmente segregati) dal Patriarcato di Mosca, così come dalle altre chiese ortodosse. Questa decisione ha portato il Santo Sinodo della Chiesa ortodossa russa a rompere la piena comunione con il Patriarcato ecumenico il 15 ottobre 2018, fatto che ha segnato l'inizio dello scisma tra Mosca e Costantinopoli del 2018. Sostegno alla concessione dell'autocefalia era stato espresso dal presidente ucraino e dal Verchovna Rada nel giugno 2018, e prima ancora dal Rada nel giugno 2016.
Il 15 dicembre 2018 è stata costituita la Chiesa ortodossa dell'Ucraina (OCU) dopo un concilio di unificazione tra l'COAU, l'COU-PK e due vescovi dell'COU-PM; Epifanio fu eletto primate dell'OCU durante questo sinodo di unificazione. La maggior parte dei vescovi dell'COU-PM ha ignorato il concilio e più della metà di loro aveva rispedito al mittente gli inviti del Patriarca ecumenico.
Il 5 gennaio 2019, Bartolomeo I, Patriarca ecumenico di Costantinopoli, ha firmato il decreto ufficiale (tomos) che concedeva l'autocefalia (indipendenza) alla Chiesa ortodossa ucraina e istituiva ufficialmente la Chiesa ortodossa dell'Ucraina. Il 6 gennaio, dopo una liturgia celebrata dal metropolita Epifanio e dal patriarca Bartolomeo, quest'ultimo ha letto il tomos dell'OCU e poi lo ha consegnato al metropolita Epifanio. L'8 gennaio 2019 il tomos è stato riportato a Istanbul affinché tutti i membri del Santo Sinodo del Patriarcato ecumenico potessero sottoscriverlo. Il tomos è stato firmato da tutti i membri del Santo Sinodo del Patriarcato Ecumenico il 9 gennaio 2019. Il tomos, sottoscritto da tutti i membri del Santo Sinodo del Patriarcato ecumenico, è stato riportato in Ucraina la mattina del 10 gennaio 2019.
Subito dopo la concessione del tomos dell'autocefalia all'OCU (6 gennaio 2019), è sorto un conflitto di leadership all'interno dell'OCU.

## Rottura della comunione con le altre Chiese ortodosse autocefale da parte della Chiesa ortodossa russa

### Rottura della comunione con il Patriarcato ecumenico
Il 15 ottobre 2018 il Santo Sinodo della Chiesa ortodossa russa, riunitosi a Minsk, ha deciso di tagliare tutti i legami con il Patriarcato di Costantinopoli. Questa decisione vietava a qualsiasi membro della Chiesa russa (sia clero che laico) la compartecipazione a tutti i sacramenti, compresi la comunione, il battesimo e il matrimonio, in qualsiasi chiesa nel mondo controllata da Costantinopoli. All'epoca dello scisma, la Chiesa ortodossa russa vantava oltre 150 milioni di seguaci, più della metà di tutti i cristiani ortodossi. Lo stesso giorno, dopo il sinodo, il metropolita Hilarion, presidente del Dipartimento per le relazioni ecclesiastiche esterne della Chiesa ortodossa russa, ha tenuto un briefing per i giornalisti, in cui ha dichiarato che "la decisione sulla completa cessazione della comunione eucaristica con il Patriarcato di Costantinopoli è stata presa oggi". Il 18 ottobre 2018 la Chiesa ortodossa russa fuori dalla Russia ha espresso "pieno sostegno alla posizione assunta dal Santo Sinodo del Patriarcato di Mosca, dopo l'incontro del 15 ottobre 2018" e ha interrotto la comunione eucaristica con il Patriarcato ecumenico.
Il Dottore in teologia Cyrill Govorun dell'COU-PM ha sostenuto che la rottura della comunione tra le chiese di Mosca e Costantinopoli non costituiva un vero e proprio scisma (come lo scisma del 1054), ma uno "strappo". La rivista protestante americana Christianity Today ha definito la rottura della comunione tra il Patriarcato ecumenico e la Chiesa ortodossa russa "il più grande scisma dal 1054" e "il più grande scisma cristiano dalla Riforma protestante".
Il 17 ottobre, il metropolita Hilarion, capo del Dipartimento per le relazioni ecclesiastiche esterne del Patriarcato di Mosca, è stato intervistato dal servizio russo della BBC. Hilarion ha dichiarato: "Ad oggi, abbiamo affermato molto chiaramente: il fatto che il Patriarcato di Costantinopoli abbia riconosciuto una struttura scismatica significa per noi che la stessa Costantinopoli è ora in scisma. Si è identificata con uno scisma. Di conseguenza, non possiamo avere con essa la piena comunione eucaristica». Hilarion ha aggiunto che quando membri del Patriarcato di Mosca fanno visita ai monasteri sul Monte Athos, non possono partecipare ai sacramenti (ad esempio, ricevere la comunione), e ha promesso sanzioni a tutti i sacerdoti che avessero partecipato ai servizi divini insieme al clero locale. È noto che la Russia fa cospicue donazioni ai monasteri dell'Athos: la somma di 200 milioni di dollari è stata annunciata da una fonte vicina al Patriarcato di Mosca e confermata da Hilarion nella sua intervista. Hilarion ha accennato che "la storia mostra che quando l'Athos è preoccupato per qualcosa, i monasteri sulla Montagna Sacra trovano il modo di informarne il Patriarca di Costantinopoli" e ha invitato gli uomini d'affari russi a trasferire le donazioni ai luoghi sacri russi.
Il 29 dicembre, durante un'intervista al canale Rossija 24, il metropolita Hilarion ha dichiarato che il Patriarca di Mosca aveva informato durante l'ultima riunione dell'Assemblea suprema diocesana di Mosca che i fedeli della RDC potevano comunicarsi nel territorio del Monte Athos, ma solo nel Monastero di San Panteleimon. Il territorio del Monte Athos è sotto la giurisdizione del Patriarcato Ecumenico. Hilarion dichiarò che il Monastero di San Panteleimon "appartiene alla Chiesa di Costantinopoli, come tutti i monasteri sul Monte Athos, ma sappiamo che è stato costruito con denaro russo da monaci russi e ospita una confraternita monastica russa e ucraina, tutti i riti vengono eseguiti in lingua slava e i laici che vi giungono possono farvi la comunione [...] Ma non in altri monasteri dell'Athos".
Il 27 settembre 2021 il patriarca di Mosca Cirillo si è dichiarato "molto sconvolto dal fatto che oggi il patriarca di Costantinopoli sia caduto nello scisma perché ha preso la comunione insieme agli scismatici e al clero autordinato riconosciuto che non ha una legittima consacrazione canonica".
Il 3 dicembre il Patriarca ecumenico, nonostante la decisione del Patriarcato di Mosca, ha affermato che non ci fosse scisma tra Mosca e Costantinopoli.

### Rottura della comunione con l'arcivescovo di Atene
Il 17 ottobre 2019, il Santo Sinodo della Chiesa ortodossa russa ha reagito all'annuncio che la Chiesa di Grecia aveva riconosciuto l'OCU. Il Santo Sinodo ha affermato: "Se lo scisma ucraino è davvero riconosciuto dalla Chiesa greco-ortodossa e dal suo Primate – sia sotto forma di servizio congiunto, commemorazione liturgica del leader dello scisma o invio di lettere ufficiali  – sarà un triste testimonianza della profonda divisione nella famiglia delle Chiese ortodosse [...] Cessiamo la preghiera e la comunione eucaristica con quei vescovi della Chiesa greca che sono entrati o entreranno in comunione con i rappresentanti delle comunità scismatiche non canoniche ucraine. [...] il Santo Sinodo della Chiesa Ortodossa Russa autorizza Sua Santità il Patriarca Cirillo di Mosca e di tutta la Russia a interrompere la commemorazione del nome di Sua Beatitudine l'Arcivescovo di Atene e di tutta la Grecia nei dittici se il Primate della Chiesa Greca inizia a commemorare il capo di uno dei gruppi scismatici ucraini durante i servizi divini o intraprende altre azioni che indicano il riconoscimento dello scisma ucraino." Nella stessa dichiarazione, il Santo Sinodo ha annunciato che la Chiesa ortodossa russa non avrebbe benedetto i pellegrinaggi dei fedeli della Chiesa ortodossa russa nelle diocesi greche i cui vescovi fossero in comunione con i rappresentanti dell'OCU.
Il 21 ottobre 2019, l'arcivescovo Ieronymos II di Atene e di tutta la Grecia, primate della Chiesa di Grecia, ha inviato una lettera pacifica a Epifanio, il primate dell'OCU. Questa decisione è stata sostenuta da tutta la gerarchia (vescovi) della Chiesa di Grecia, meno 7 Metropoliti; il metropolita del Pireo ha poi affermato di non sostenere questa decisione, spiegando: "La mia frase 'Non sono d'accordo ma sostengo l'arcivescovo' è stata distorta". Questa decisione implicava che la Chiesa di Grecia riconosceva l'OCU. Il metropolita Hilarion ha affermato che la Chiesa russa si è rammaricata per questa decisione e che "la Chiesa greca non è indipendente, non c'è piena autocefalia, piena indipendenza, metà dei suoi gerarchi sono gerarchi del Patriarcato di Costantinopoli, non ha una propria politica esterna, e quindi segue sempre le orme del Patriarcato di Costantinopoli". Hilarion ha dichiarato di sperare che "nessun'altra chiesa locale seguirà questo triste esempio". Successivamente, il Centro di pellegrinaggio del Patriarcato di Mosca, che è il centro ufficiale di pellegrinaggio del Patriarcato di Mosca, ha pubblicato un elenco delle diocesi della Chiesa di Grecia che erano considerate "indesiderabili per il pellegrinaggio" e alle quali i pellegrini della Chiesa ortodossa russa erano "non benedetti" nell'andarci in pellegrinaggio. Questo elenco conteneva cioè la diocesi di Atene del primate della Chiesa di Grecia. Questo elenco è stato redatto sulla base della decisione del Santo Sinodo della Chiesa ortodossa russa del 17 ottobre 2019 di non benedire i pellegrinaggi presso le diocesi i cui gerarchi entrano in comunione con i rappresentanti dell'OCU.
Il 2 novembre il metropolita Hilarion ha dichiarato: "Abbiamo detto che se l'arcivescovo di Atene riconoscerà ufficialmente lo scisma ucraino, il suo nome sarà cancellato dai dittici della Chiesa ortodossa russa. Cosa significa? Significa che il patriarca non menzionerà l'arcivescovo di Atene nei suoi servizi, allo stesso modo in cui non menziona il patriarca di Costantinopoli. Penso che non verrà menzionato la prossima domenica, quando il patriarca terrà il suo servizio. Ciò significa che interrompiamo la comunione eucaristica con l'arcivescovo di Atene».
Domenica 3 novembre 2019 il patriarca Cirillo non ha menzionato nella liturgia il primate della Chiesa di Grecia, rimuovendolo dal dittico.

### Rottura della comunione con il Patriarca di Alessandria
L'8 novembre 2019, il Patriarcato di Mosca ha annunciato che il Patriarca Cirillo avrebbe smesso di commemorare il Patriarca di Alessandria Teodoro II dopo che quest'ultimo e la sua Chiesa avrebbero riconosciuto l'OCU quello stesso giorno. Il 25 novembre 2019 il Patriarca di Mosca Cirillo ha sospeso temporaneamente la missione di Mosca del Patriarcato di Alessandria e di tutta l'Africa. È stata annunciata la futura chiusura della rappresentanza del Patriarcato di Alessandria a Mosca.
Il 6 dicembre 2019 il Santo Sinodo dell'COU-PM ha annunciato di aver interrotto la comunione eucaristica "con il Patriarcato di Costantinopoli e con le Chiese e i vescovi che hanno riconosciuto gli scismatici".
Il 24 dicembre 2019, il metropolita Hilarion ha affermato che "[se] il Patriarcato di Alessandria si schiera con lo scisma, allora potremmo, ovviamente, dover creare parrocchie per i nostri credenti, perché non potranno prendere la comunione nelle chiese del Patriarcato di Alessandria”. Due giorni dopo, il Sinodo della RDC a Mosca ha annunciato di aver interrotto la piena comunione con il Patriarca di Alessandria e di aver smesso di commemorarlo. Inoltre, il Sinodo di Mosca ha deciso di sospendere le attività del metochion (ambasciata) del Patriarcato di Alessandria sotto il Patriarcato di Mosca. È stato inoltre deciso che la Rappresentanza del Patriarcato di Mosca sotto il Patriarcato di Alessandria al Cairo sarebbe diventata una parrocchia della Chiesa ortodossa russa. Quanto alle parrocchie della Chiesa ortodossa russa in Africa, sarebbero state rimosse dalla giurisdizione del Patriarcato di Alessandria e avrebbe ricevuto lo status di stauropegia, ovvero sarebbero state trasferite sotto la diretta subordinazione del capo della COR, il Patriarca Cirillo.
Il 23 novembre 2022, il Santo Sinodo del Patriarcato di Alessandria, riunitosi sotto la presidenza di Teodoro II, ha deciso: 
- l'interruzione della commemorazione del Patriarca Cirillo "finché non tornerà in sé";
- la deposizione del metropolita russo Klin Leonidas, accusato di ingerenza nel territorio di una Chiesa ortodossa autocefala (quale è la Chiesa di Alessandria)
- la condanna dell'ideologia del Russkiy mir (sostenuta dallo stesso Cirillo), in quanto "contraria agli insegnamenti di Cristo".

### Rottura della comunione con l'arcivescovo di Cipro
Il 20 novembre 2020, il Santo Sinodo della Chiesa ortodossa russa ha dichiarato che il patriarca Cirillo non poteva più commemorare l'arcivescovo Chrysostomos II di Cipro a seguito della commemorazione di Epifanio da parte di Chrysostomos il 24 ottobre 2020.

## Ulteriore escalation

### Sacerdoti russi in Turchia
Il 10 novembre 2018, il metropolita Hilarion, capo dell'Ufficio per le relazioni esterne del Patriarcato di Mosca, ha dichiarato durante un programma televisivo su Rossija 24 che la Chiesa ortodossa russa non aveva altra scelta che "inviare sacerdoti della Chiesa ortodossa russa" in Turchia, "e ciò continuerà finché il Patriarca di Costantinopoli sarà in scisma”. Ha detto che la COR non lo ha fatto prima perché la Turchia è un territorio del Patriarcato ecumenico, ma che avrebbe cominciato perché il Patriarcato ecumenico era in scisma.
Il 12 novembre 2018 è stato riferito che il patriarca Cirillo ha inviato il primo sacerdote a Istanbul (Turchia) "su richiesta di credenti russi che vivono in Turchia". Lo stesso giorno, la Chiesa ortodossa russa ha annunciato che l'11 novembre si sarebbe tenuta una Divina liturgia a Istanbul e che si sarebbe tenuta regolarmente. La Chiesa ortodossa russa ha riportato anche le parole del sacerdote che aveva guidato la divina liturgia il quale ha affermato che dopo la decisione del 15 ottobre 2018 del Patriarcato ecumenico, numerosi fedeli russi ortodossi della Turchia avevano chiesto al Patriarcato di Mosca di fornire loro “cure pastorali”. Il 14 dicembre il Patriarcato ecumenico ha pubblicato una dichiarazione del metropolita Sotirios di Pisidia in cui condannava i piani del sacerdote della COR di celebrare una Divina Liturgia a Belek (Turchia) con l'aiuto del consolato russo e senza il permesso del Patriarcato ecumenico, che ha giurisdizione canonica su quel territorio.
Il 30 dicembre 2018, Interfax ha riferito che la Chiesa ortodossa russa stava costruendo una chiesa nel territorio dell'ambasciata russa ad Ankara.

### Scioglimento dell'AROCWE
Il 27 novembre 2018 il Patriarcato ecumenico ha deciso di sciogliere l'arcidiocesi delle Chiese ortodosse russe in Europa occidentale (AROCWE) "affidando così i suoi fedeli ai Gerarchi del Trono ecumenico in Europa". I funzionari della Chiesa ortodossa russa hanno risposto ricordando la proposta del 2003 di Alessio II di trasferirli al Patriarcato di Mosca. Questa decisione è stata presa senza alcuna richiesta ufficiale da parte dei gerarchi della diocesi e ha causato confusione. Il 15 dicembre, l'Assemblea Pastorale della AROCWE ha deciso di convocare un'Assemblea Generale Straordinaria (EGA), prevista per il 23 febbraio 2019. Il 23 febbraio, 191 dei 206 elettori dell'EGA hanno votato contro lo scioglimento.
Alla successiva Assemblea Generale Straordinaria del 7 settembre 2019, 104 elettori su 186 (58,1%) hanno votato a favore della subordinazione dell'AROCWE al Patriarcato di Mosca, ma si trattava di meno dei due terzi dei voti necessari per legittimare tale decisione. Ciononostante, il capo dell'AROCWE Giovanni (Renneteau) il 14 settembre è passato personalmente sotto la giurisdizione del Patriarcato di Mosca. Il 3 novembre la delegazione dell'AROCWE a Mosca ha ricevuto una lettera sulla riunificazione dell'arcidiocesi con il Patriarcato di Mosca. Alcuni membri di AROCWE si sono uniti al "Vicariato di tradizione russa della metropoli di Francia " di nuova costituzione, che è rimasto fedele al Patriarcato ecumenico.

### Creazione del PEWE e del PEEA
Il 26 novembre 2018, il metropolita Hilarion ha dichiarato che la Chiesa ortodossa russa avrebbe inviato un sacerdote in Corea del Sud e ha annunciato piani "per creare una parrocchia a tutti gli effetti", perché fino agli anni '50 in Corea c'era una missione spirituale russa i cui fedeli furono trasferiti negli anni '50 sotto la giurisdizione del Patriarcato ecumenico. Il prete doveva essere inviato entro la fine dell'anno.
Il 28 dicembre 2018, in risposta alle azioni del Patriarcato ecumenico in Ucraina, il Santo Sinodo della Chiesa ortodossa russa ha deciso di creare l'Esarcato patriarcale dell'Europa occidentale (PEWE), la diocesi ispano-portoghese, nonché l'esarcato patriarcale del sud-est asiatico (PESEA). Lo stesso giorno, in un'intervista al canale Rossija 24, il metropolita Hilarion ha dichiarato che la Chiesa russa "agirà ora come se Costantinopoli non esistesse del tutto perché il nostro scopo è missionario, il nostro compito è educare, stiamo creando queste strutture per la cura ministeriale del nostro gregge, non ci possono essere tali fattori di deterrenza qui", e che la Chiesa ortodossa russa si occuperà invece dei fedeli ortodossi della sua diaspora al posto del Patriarcato Ecumenico.

### Ulteriori proteste della Chiesa ortodossa russa
Il 26 febbraio, durante la prima sessione del 2019 del Santo Sinodo del Patriarcato di Mosca, il Santo Sinodo ha adottato una dichiarazione in cui si afferma che la concessione del tomos da parte del Patriarcato ecumenico "alla cosiddetta "Chiesa ortodossa dell'Ucraina", "creato artificialmente dalla fusione di due organizzazioni scismatiche, ha approfondito la divisione tra i cristiani ortodossi in Ucraina e ha peggiorato sempre più considerevolmente le relazioni interconfessionali". La Chiesa ortodossa russa ha anche accusato l'azione del parlamento ucraino riguardo all'COU-PM.
Il 7 ottobre 2019, la Chiesa ortodossa russa ha ufficialmente rilasciato i commenti del Segretariato della Commissione sinodale biblica e teologica della Chiesa ortodossa russa. "Il documento discute i problemi della successione apostolica tra i "vescovi " scismatici, i limiti di applicazione del principio di oikonomia, le questioni della mancanza di legittimità dell'OCU, la distorsione del ruolo del primo vescovo nella Chiesa ortodossa, e spiega la sospensione della comunione eucaristica».

### Omissione della commemorazione di tutti gli altri primati da parte del patriarca Cirillo
Il 7 gennaio 2019, durante la liturgia natalizia nella Cattedrale di Cristo Salvatore, il patriarca Cirillo della Chiesa ortodossa russa non ha menzionato un solo nome dei primati di altre Chiese ortodosse locali, con cui la COR è in comunione canonica. Tale commemorazione è richiesta da uno statuto della chiesa ed è una tradizione secolare. In contrasto con ciò, il capo della neonata Chiesa ortodossa dell'Ucraina, il metropolita Epifanio, elencò solennemente i nomi di tutti i primati, compreso il "Santissimo Patriarca di Russia Cirillo". Epifanio in seguito spiegò di averlo fatto dopo che il Patriarca ecumenico gli aveva ordinato di farlo, e che Filarete gli aveva ordinato di non menzionare Cirillo.
Il 20 novembre 2019, durante la liturgia patriarcale, il patriarca Cirillo di Mosca non ha commemorato per nome nessuno dei primati delle Chiese ortodosse locali, dicendo solo "Ricorda, Signore, i patriarchi ortodossi".
Il 21 novembre 2019 il patriarca Cirillo e il patriarca Teofilo III di Gerusalemme hanno concelebrato insieme una liturgia. Durante questa liturgia, si sono commemorati a vicenda, ma non hanno commemorato nessuno degli altri primati ortodossi.

### Il Patriarcato di Mosca riceve sacerdoti dal Patriarcato di Alessandria
Nel settembre 2021, dopo che il patriarca Teodoro II di Alessandria ha concelebrato una liturgia con il met. Epifanio di Kyiv dell'OCU, il Santo Sinodo della Chiesa ortodossa russa ha dichiarato che la Chiesa ortodossa russa stava ammettendo sacerdoti che volevano lasciare la Chiesa di Alessandria per unirsi alla Chiesa ortodossa russa a causa della loro disapprovazione per il riconoscimento dell'OCU da parte della Chiesa di Alessandria.
Il 29 dicembre 2021, il Santo Sinodo della Chiesa ortodossa russa presieduto dal patriarca Cirillo, in seguito alla richiesta di 102 sacerdoti del Patriarcato di Alessandria, provenienti da otto paesi africani, di aderire al patriarcato di Mosca, ha eretto un Esarcato patriarcale d'Africa comprensivo di due eparchie, quella dell'Africa settentrionale con sede al Cairo, e quella dell'Africa meridionale, con sede a Johannesburg.

## Reazioni

### Comunità internazionale
- Russia: il 12 ottobre 2018, il presidente russo Vladimir Putin "ha tenuto una riunione operativa con i membri permanenti del Consiglio di sicurezza" (il Consiglio di sicurezza della Russia) che ha discusso "un'ampia gamma di questioni di politica interna ed estera, tra cui la situazione della Chiesa ortodossa russa in Ucraina", secondo l'addetto stampa di Putin, Dmitrij Peskov.[171] Il 31 gennaio 2019, riguardo all'Ucraina Putin ha dichiarato che le autorità russe "considerano assolutamente inaccettabile qualsiasi interferenza negli affari della Chiesa". Putin ha aggiunto: "Abbiamo rispettato e rispetteremo l'indipendenza degli affari della Chiesa, specialmente in un paese sovrano vicino. Eppure ci riserviamo il diritto di rispondere e fare tutto il possibile per proteggere i diritti umani, compreso il diritto alla libertà di religione».[172][173]
- Ucraina: il presidente dell'Ucraina, Petro Porošenko, ha accolto con entusiasmo la decisione di Costantinopoli di ottobre[174][175] e ha presentato l'indipendenza della Chiesa ucraina come parte del più ampio conflitto dell'Ucraina con la Russia e il desiderio dell'Ucraina di integrarsi con l'Occidente unendosi all'Unione europea e alla NATO.[8][9][176] Il 28 novembre 2018, il presidente ucraino Porošenko ha dichiarato che l'incidente dello Stretto di Kerč' è stato provocato dalla Russia per costringere l'Ucraina a dichiarare la legge marziale e quindi per impedire all'Ucraina di ricevere il suo tomos di autocefalia.[177][178]
- Stati Uniti: Il segretario di Stato, Mike Pompeo, ha esortato tutte le parti a rispettare l'indipendenza della "comunità ortodossa ucraina", ribadendo il "forte sostegno degli Stati Uniti alla libertà religiosa e alla libertà dei membri dei gruppi religiosi".[179]
- Bielorussia: il Presidente della Bielorussia Lukašėnka, il paese in cui si è svolto il sinodo della Chiesa ortodossa russa che ha deciso di interrompere la comunione con il Patriarcato ecumenico, ha incontrato i membri del sinodo della Chiesa ortodossa russa il 15 ottobre 2018 dopo la decisione della Chiesa ortodossa russa di troncare la comunione con il Patriarcato ecumenico.[180][181]
- Montenegro: il 21 dicembre 2018, il presidente montenegrino Đukanović ha affermato che lo Stato del Montenegro aveva la responsabilità di consolidare l'autocefalia della Chiesa ortodossa montenegrina non riconosciuta.[182][183][184] L'11 giugno 2019, il presidente montenegrino ha affermato di sperare in uno "scenario ucraino" affinché la Chiesa montenegrina possa essere riconosciuta come autocefala.[185]

### Reazioni delle Chiese ortodosse
Numerose chiese ortodosse orientali hanno preso posizione sulla questione della giurisdizione canonica sull'Ucraina, sia prima che dopo questo scisma.

## Questioni canoniche
Lo scisma affonda le sue radici in una disputa su chi tra il Patriarcato di Mosca e il Patriarcato di Costantinopoli ha giurisdizione canonica sulla sede di Kiev e, quindi, quale patriarcato ha giurisdizione canonica sul territorio dell'Ucraina. "[La] argomentazione principale proposta [riguardo alla concessione dello status ecclesiastico di autocefalia all'Ucraina da parte del Patriarcato ecumenico] è che l'Ucraina "costituisce il territorio canonico del Patriarcato di Mosca" e che, di conseguenza, un tale atto da parte del Patriarcato ecumenico comprenderebbe un 'intervento' in una giurisdizione ecclesiastica straniera". La rivendicazione della giurisdizione canonica da parte del Patriarcato di Mosca si basa principalmente su due documenti: l'Atto patriarcale e sinodale o Lettera del 1686 e una Lettera patriarcale ai re di Russia del 1686. Entrambi questi documenti sono riprodotti nella sezione "Appendice" di uno studio pubblicato dal Patriarca ecumenico intitolato "Il trono ecumenico e la Chiesa ucraina – I documenti parlano". La Chiesa di Costantinopoli afferma di avere giurisdizione canonica sulla sede di Kiev e che i documenti su cui la Chiesa ortodossa russa basa la sua pretesa di giurisdizione sulla succitata sede di Kiev non supportano l'affermazione della Chiesa ortodossa russa.
Il 1º luglio 2018, il Patriarca Bartolomeo ha affermato che Costantinopoli era la Chiesa madre della Chiesa ortodossa ucraina e ha dichiarato che "Costantinopoli non ha mai ceduto il territorio dell'Ucraina ad alcuno tramite atti ecclesiastici, ma ha solo concesso al Patriarca di Mosca il diritto di ordinare o trasferire il Metropolita di Kiev (...)". La Chiesa ortodossa russa considera questo argomento "infondato".

### Rivendicazioni del Patriarcato ecumenico
Il Patriarcato ecumenico ha pubblicato un documento redatto da vari chierici e teologi intitolato "Il trono ecumenico e la Chiesa ucraina – I documenti parlano". Questo documento analizza i documenti storici canonici per valutare se la pretesa sulla Sede di Kiev da parte del Patriarcato di Mosca è canonica o meno.
Il documento conclude che l'Ucraina non ha mai cessato di far parte del territorio canonico di Costantinopoli, nonostante azioni arbitrarie tollerate della Chiesa russa.
Il 27 dicembre 2016, Konstantinos Vetochnikov ha scritto che il trasferimento della Sede di Kiev dall'autorità del Patriarcato ecumenico all'autorità della Chiesa ortodossa russa "non è mai avvenuto". Successivamente, Vetoshnikov ha svolto un'analisi degli argomenti della Chiesa ortodossa russa. Ha sottolineato come, secondo il rigido approccio dogmatico (akribeia, ἀκρίβεια), l'intero territorio della Russia era originariamente soggetto al Patriarcato ecumenico. Dopo che la Moscovia entrò in uno scisma nel XV secolo, ricevette l'autocefalia secondo un approccio più flessibile (oikonomia, οἰκονομία) per risolvere questo scisma. Il metropolita di Kiev allo stesso tempo rimaneva sotto la giurisdizione di Costantinopoli. Quindi, sempre secondo l'approccio all'insegna dell'oikonomia, il diritto di ordinare i metropoliti di Kiev è stato trasferito al Patriarca di Mosca. Non si trattava di un cambiamento nei confini dell'eparchia del Patriarcato di Mosca, in quanto emanato da un documento di livello inferiore (ekdosis, ἐκδόσεως), che veniva adottato per varie soluzioni temporanee. Per ragioni pastorali, il Patriarcato ecumenico successivamente non ha fatto valere i suoi diritti su questo territorio. Ma dopo il crollo dell'Unione Sovietica c'è stata una divisione tra gli ortodossi dell'Ucraina e la Chiesa russa per 30 anni non è riuscita a superare questa divisione. E ora, anche per ragioni pastorali, il Patriarcato ecumenico è stato costretto ad agire secondo il principio di akribeia, e così ha deciso di abolire il diritto di ordinare i metropoliti di Kiev che era stato precedentemente trasferito al Patriarcato di Mosca secondo l'oikonomia.

### Argomentazioni contro le pretese del Patriarcato ecumenico
Il 20 agosto 2018, il sito anonimo filorusso Union of Orthodox Journalists ha analizzato la pretesa di giurisdizione del Patriarcato ecumenico sull'Ucraina e ha concluso che la sede di Kiev era stata trasferita al Patriarcato di Mosca. Secondo l'analisi, anche se il Patriarcato ecumenico ha deciso di abrogare il trasferimento del 1686, il territorio coperto nel 1686 dal territorio della Sede di Kiev era "molto lontano dalla Chiesa ortodossa ucraina di oggi" e copriva meno della metà dell'attuale territorio dell'Ucraina.
In una sua dichiarazione ufficiale del 15 ottobre 2018, la Chiesa ortodossa russa ha fornito controargomentazioni alle argomentazioni del Patriarca ecumenico.
Il metropolita Hilarion, presidente del Dipartimento per le relazioni ecclesiastiche esterne del Patriarcato di Mosca, ha dichiarato in un'intervista che il piano di Costantinopoli di "concedere l'autocefalia a una parte della Chiesa ortodossa russa [...] che un tempo era subordinato a Costantinopoli [...] contrasta con la verità storica". La sua argomentazione è che l'intero territorio dell'Ucraina non è sotto la giurisdizione di Costantinopoli da 300 anni perché la metropoli di Kiev che è stata incorporata nel Patriarcato di Mosca nel 1686 era molto più piccola (non includeva Donbass, Odessa e alcune altre regioni) e quindi non coincide con l'attuale territorio della Chiesa ortodossa ucraina. Un'argomentazione simile è stata pronunciata il 13 novembre in un'intervista telefonica in diretta a Radio Liberty dal capo del dipartimento Informazione e Istruzione dell'COU-PM, l'arcivescovo Clement.
L'arcivescovo Clement dell'COU-PM ritiene che "revocare la lettera sul trasferimento della metropolia di Kiev nel 1686 è equivalente all'annullamento delle decisioni dei Concili ecumenici del IV o VII secolo".
L'8 novembre 2018, l'Union of Orthodox Journalists ha analizzato gli stessi documenti de "Il Trono ecumenico e la Chiesa ucraina" e ha concluso ancora una volta che la sede di Kiev era stata "completamente trasferita alla giurisdizione della Chiesa russa nel 1686".

### Possibilità di una sinassi pan-ortodossa sulla questione dell'Ucraina
La possibilità di una sinassi panortodossa (assemblea consultiva o conferenza) è stata sollevata prima e dopo la rottura ufficiale della comunione.
Il 29 settembre 2018, Alexander Volkov, addetto stampa del Patriarca di Mosca, ha dichiarato che le Chiese ortodosse locali avrebbero potuto avviare una sinassi pan-ortodossa sulla questione della concessione dell'autocefalia alla Chiesa in Ucraina, tuttavia il problema era che la convocazione di tale sinassi è "prerogativa del primo tra pari, cioè del Patriarca ecumenico". Volkov ha rimarcato che esistono anche altre forme di sinassi, legate principalmente ai patriarchi più antichi (Antiochia, Alessandria e Gerusalemme).
Il 7 novembre, rispondendo alla domanda "Chi potrebbe, ad esempio, convocare un Consiglio pan-ortodosso e presiederlo?", il metropolita Hilarion ha dichiarato in un'intervista, pubblicata sul sito ufficiale del Dipartimento per le relazioni ecclesiastiche esterne della Chiesa ortodossa russa, che era "ovvio" che il Patriarca ecumenico non potesse presiedere un Consiglio pan-ortodosso poiché "i problemi più importanti nel mondo ortodosso sono legati proprio alla sua attività anticanonica".
Il 4 dicembre, interrogato sul fatto che la convocazione di un concilio pan-ortodosso fosse una prerogativa del Patriarca ecumenico, il metropolita Hilarion ha risposto che non ci sono canoni che lo stabiliscano, che è una prassi nata da un consenso del ventesimo secolo e che, nella situazione in cui Costantinopoli stessa è in scisma, la prerogativa ricadrebbe su qualcun altro.
In un'intervista pubblicata il 21 febbraio 2019 sulla rivista serba Politika, il Patriarca ecumenico ha affermato: “Quanto alla concessione dell'autocefalia con il consenso delle altre Chiese ortodosse, ciò non è avvenuto, perché non è una tradizione nella nostra Chiesa. Tutti i Tomos di autocefalia che furono concessi alle chiese autocefale di nuova creazione (Russia, Serbia, Romania, Bulgaria, Georgia, Atene, Varsavia, Tirana e Presov) furono emanati dal Patriarcato Ecumenico, e ciò non fu preceduto da alcun accordo o negoziazione a livello pan-ortodosso."
Finora, il patriarca Giovanni X del Patriarcato greco-ortodosso di Antiochia, il patriarca Irinej della Chiesa ortodossa serba, l'arcivescovo Chrysostomos II della Chiesa di Cipro, il metropolita Saba (Hrycuniak) della Chiesa ortodossa polacca, il metropolita Tikhon della Chiesa ortodossa in America, l'arcivescovo Anastasios, primate della Chiesa ortodossa albanese, tre gerarchi della Chiesa ortodossa bulgara, e il Santo Sinodo della Chiesa Ortodossa delle Terre Ceche e della Slovacchia hanno espresso il loro desiderio di una sinassi o consiglio pan-ortodosso sulla questione dell'Ucraina in varie dichiarazioni. Il 12 novembre 2018 l'Assemblea dei Vescovi della Chiesa ortodossa serba ha pubblicato un comunicato in cui si chiedeva la convocazione di un Sinodo panortodosso.
Nel 2019 il Patriarca ecumenico ha dichiarato in una lettera al patriarca Giovanni X di Antiochia che non avrebbe convocato un consiglio pan-ortodosso sulla questione dell'Ucraina.

#### Proposta del Patriarca di Gerusalemme
Il 21 novembre 2019, il patriarca Teofilo III di Gerusalemme ha annunciato di volersi riunire in Giordania con gli altri primati ortodossi «nello spirito di comunione – koinonia – affinché ci si consulti insieme per la conservazione della nostra unità nella comunione eucaristica."
Questa iniziativa è stata accolta favorevolmente dalla COR; Il metropolita Hilarion, capo del DECR, ha anche aggiunto che il Patriarcato di Gerusalemme goda di un "primato storico" all'interno della Chiesa ortodossa.
Nel dicembre 2019 i Santi Sinodi della Chiesa cecoslovacca e della COR hanno sostenuto la proposta di incontro.
Il 22 novembre il primate della Chiesa di Grecia ha declinato l'invito. All'inizio di gennaio, il primate della Chiesa di Cipro ha affermato di non aver risposto all'invito perché "riteneva prudente non rispondere" e di non considerare questo incontro un "atto serio", e ha aggiunto che "solo l'Ecumenico Patriarca, nessun altro" aveva il diritto di convocare un tale concilio. Pochi giorni dopo è stata riportata la risposta del Patriarca ecumenico alla lettera di invito del Patriarca di Gerusalemme; il Patriarca ecumenico ha dichiarato di aver rifiutato l'invito e ha chiesto al Patriarca di Gerusalemme di interrompere la sua iniziativa di incontro. Pochi giorni dopo, il primate della Chiesa di Grecia ha ribadito che non avrebbe partecipato all'incontro del patriarca Teofilo III. Successivamente, è stato riferito che le Chiese ortodosse di Albania, Polonia, Alessandria, Georgia, Bulgaria e Antiochia avevano dichiarato che non avrebbero partecipato. La Chiesa ortodossa rumena ha dichiarato che sarebbe stata presente all'incontro, ma non rappresentata dal suo Patriarca bensì da una delegazione.
L'incontro si è svolto il 26 febbraio 2020. Erano presenti le delegazioni di: Chiesa ortodossa russa con il Patriarca Cirillo a capo, Chiesa di Gerusalemme con a capo il Patriarca Theophilos, Chiesa Serba con a capo il Patriarca Irinej, OCCLS con il primate Met. Ratislav come capofila, la Chiesa polacca con mons. Abel (Poplavsky) di Lublino come leader e la Chiesa rumena con il Met. Nifon Mihăiță come leader. Dopo l'incontro, i partecipanti hanno rilasciato una dichiarazione comune.